# نينئيلدو
نينئيلدو أو نين إيلدو هي إلهة صغيرة في الميثولوجيا البابلية، وصفت بكونها إلهة الغابات والأشجار وأنها شفيعة النجارين، ذكر بكونها إحدى بنات إله الماء إيا.